# Vasalunds IF
Der Vasalunds IF ist ein schwedischer Fußballverein in Solna. Die Mannschaft spielte mehrere Jahre in der zweithöchsten Spielklasse und scheiterte Ende der 1980er und Anfang der 1990er Jahre mehrfach nur knapp am Aufstieg in die Allsvenskan. Zwischen 2003 und 2007 trat der Klub als Vasalund/Essinge IF an.

## Geschichte
Der Vasalunds IF entstand am 1. Februar 1934. Anfangs stand der Klub im Schatten der Lokalrivalen AIK und Hagalunds IS, so dass das erste große Talent des Klubs, Börje Leander, über seinen Wechsel zu AIK zum Nationalspieler wurde. Dennoch begann der klub am Ende der 1930er seinen Aufstieg und schaffte zwischen 1937 und 1942 den Durchmarsch aus der neunten Liga in die dritthöchste Spielklasse, die Division 3 Östsvenska Södra. Dort etablierte sich die Mannschaft, ehe 1957 erstmals der Sprung in die Zweitklassigkeit gelang. Als Drittletzter verpasste der Klub den Klassenerhalt und musste mit IFK Bofors und Surahammars IF absteigen. In der Folge stürzte die Mannschaft bis in die Fünftklassigkeit ab.
1974 gelang Vasalunds IF die Rückkehr in die Drittklassigkeit. Nach einem vierten Rang im ersten Jahr qualifizierte sich die Mannschaft im folgenden Jahr als Staffelsieger für die Aufstiegsspiele. Nach zwei Siegen und einer Niederlage in den Duellen mit Alvesta GoIF, Karlstads BIK und Degerfors IF gelang als Tabellenzweiter die Rückkehr in die zweite Liga. Nachdem es anfangs noch gegen den Abstieg ging, etablierte sich die Mannschaft zu Beginn der 1980er Jahre im Mittelfeld der Liga.
1989 verpasste sie nur äußerst knapp den Aufstieg in die Allsvenskan, als sie die Saison punkt- und torverhältnisgleich mit Staffelsieger Hammarby IF abschloss, sich jedoch aufgrund der weniger geschossenen sechs Tore mit der Vizemeisterschaft begnügen musste. Nach einer weiteren Vizemeisterschaft mit zwölf Punkten Rückstand hinter Aufsteiger GIF Sundsvall zog die Mannschaft 1991 in der nach einer Ligareform neu geschaffenen Herbstrunde in die Aufstiegsspiele zur Allsvenskan ein, scheitere jedoch nach zwei Niederlagen an IK Brage. Nach einer weiteren Ligareform 1993 erreichte Vasalunds IF als Tabellenzweiter hinter Hammarby IF die Relegation, Örebro SK setzte sich nach einem 2:2- und einem 0:0-Unentschieden aufgrund der Auswärtstorregel durch.
Nachdem der Vasalunds IF noch zwei Jahre im vorderen Bereich der zweiten Liga mitspielen konnte, folgte anschließend der Einbruch. 1996 konnte knapp die Klasse gehalten werden, im folgenden Jahr stand der Klub im Mittelpunkt einer unter dem Namen „Vasalundsfallet“ in die Geschichte des schwedischen Fußballs eingegangenen Affäre. Der Klub hatte im Saisonverlauf mehrfach gegen die Begrenzung der Anzahl der ausländischen Spieler verstoßen und sah sich somit zum Saisonende mit Spielumwertungen konfrontiert. Während dies für Vasalunds IF kaum Auswirkungen hatte, da der Klub ohnehin die Spielzeit auf einem Abstiegsplatz beendet hatte (statt fünf Saisonsiegen wurden nun zwei berücksichtigt) und nun als Tabellenletzter in die dritte Liga abstieg, rutschte Spårvägens FF vom zehnten Rang, einem Nichtabstiegsplatz, auf einen der drei Abstiegsplätze ab. Lira Luleå BK und Enköpings SK rückten dafür nach oben und schafften den Klassenerhalt.
In der Spielzeit 2000 belegte Vasalunds IF auch in der dritten Liga nur einen Relegationsplatz und musste sich in den Entscheidungsspielen Nyköpings BIS geschlagen geben. Im zweiten Jahr gelang als Staffelsieger die Rückkehr in die Drittklassigkeit. Vor Beginn der Spielzeit 2003 schloss sich der Drittligist Essinge International FC dem Klub an, der in der Folge unter dem Namen Vasalund/Essinge IF antrat. 2004 erreichte die Mannschaft mit vier Punkten Rückstand die Vizemeisterschaft hinter Väsby IK, ehe sie im folgenden Jahr abermals als Tabellenzweiter punkt- und torverhältnisgleich bei weniger geschossenen Toren – dieses Mal drei – hinter Staffelsieger Syrianska FC die Aufstiegsspiele zur zweiten Liga verpasste. Dennoch qualifizierte sie sich damit für die neu geschaffene drittklassige Division 1. Hier spielte die Mannschaft um den Aufstieg mit, der 2007 als Tabellendritter hinter Assyriska Föreningen und Väsby United verpasst wurde. Nach Ende der Spielzeit kehrte der Klub zum Namen Vasalunds IF zurück und erreichte in der folgenden Saison als Tabellenzweiter die Relegationsspiele zur Superettan, in denen er sich gegen IF Limhamn Bunkeflo durchsetzen konnte und in die zweite Liga zurückkehrte. Nach nur einer Saison musste Vasalunds IF allerdings wieder in die Division 1 absteigen.
Nach acht sportlich sehr unterschiedlichen Jahren in der Drittklassigkeit stieg der Klub 2017 sogar in die Division 2 ab. 2018 gelang der direkte Wiederaufstieg und zwei Jahre später die Rückkehr in die zweitklassige Superettan, der Neuling belegte am Ende der Spielzeit 2021 jedoch gemeinsam mit Falkenbergs FF einen direkten Abstiegsplatz. Anschließend platzierte sich die Mannschaft in der oberen Tabellenhälfte der Division 1.